# Eunicella singularis
Eunicella singularis är en korallart som först beskrevs av Eugen Johann Christoph Esper 1791.  Eunicella singularis ingår i släktet Eunicella och familjen Gorgoniidae. Inga underarter finns listade i Catalogue of Life.

## Bildgalleri

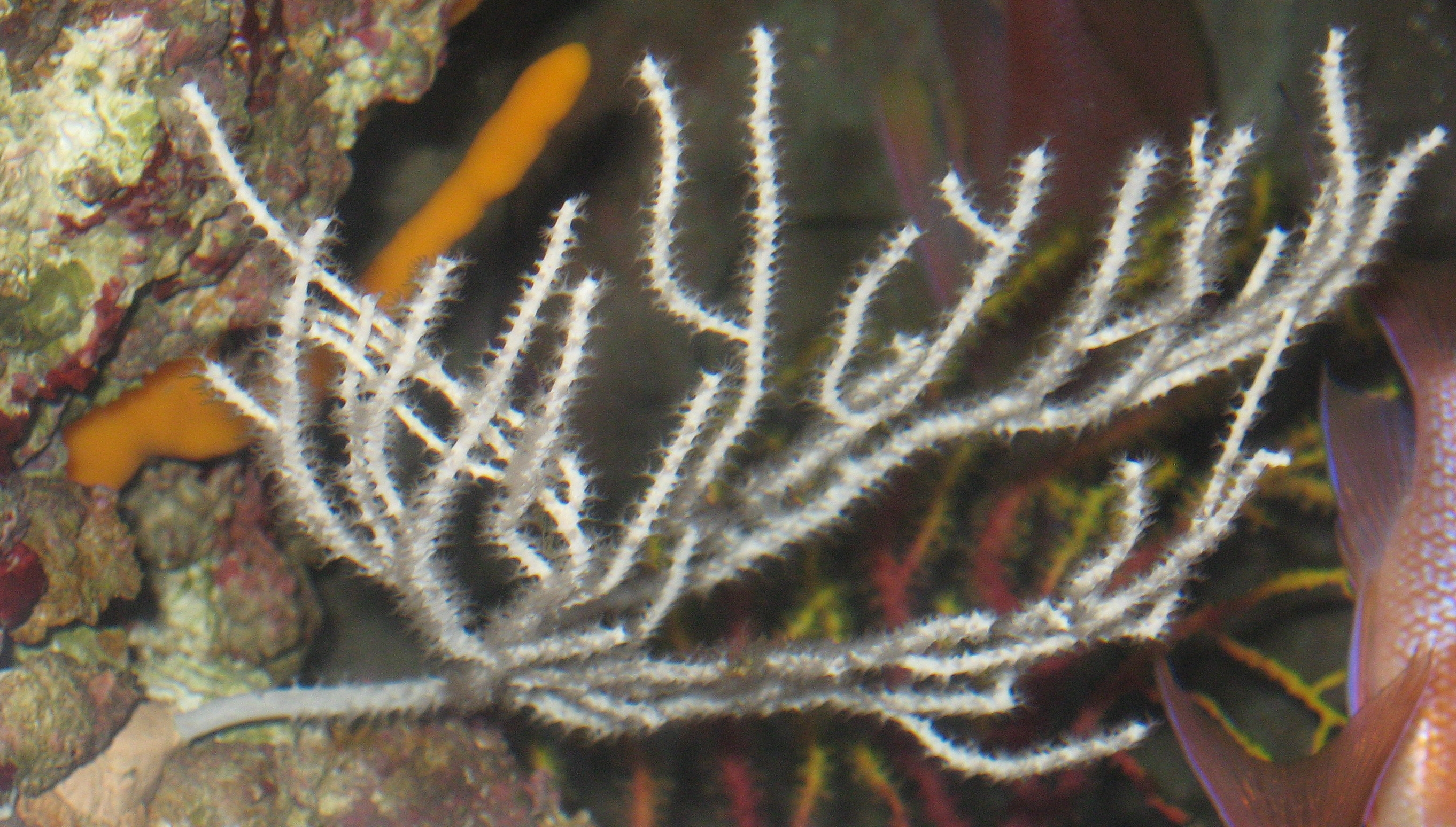
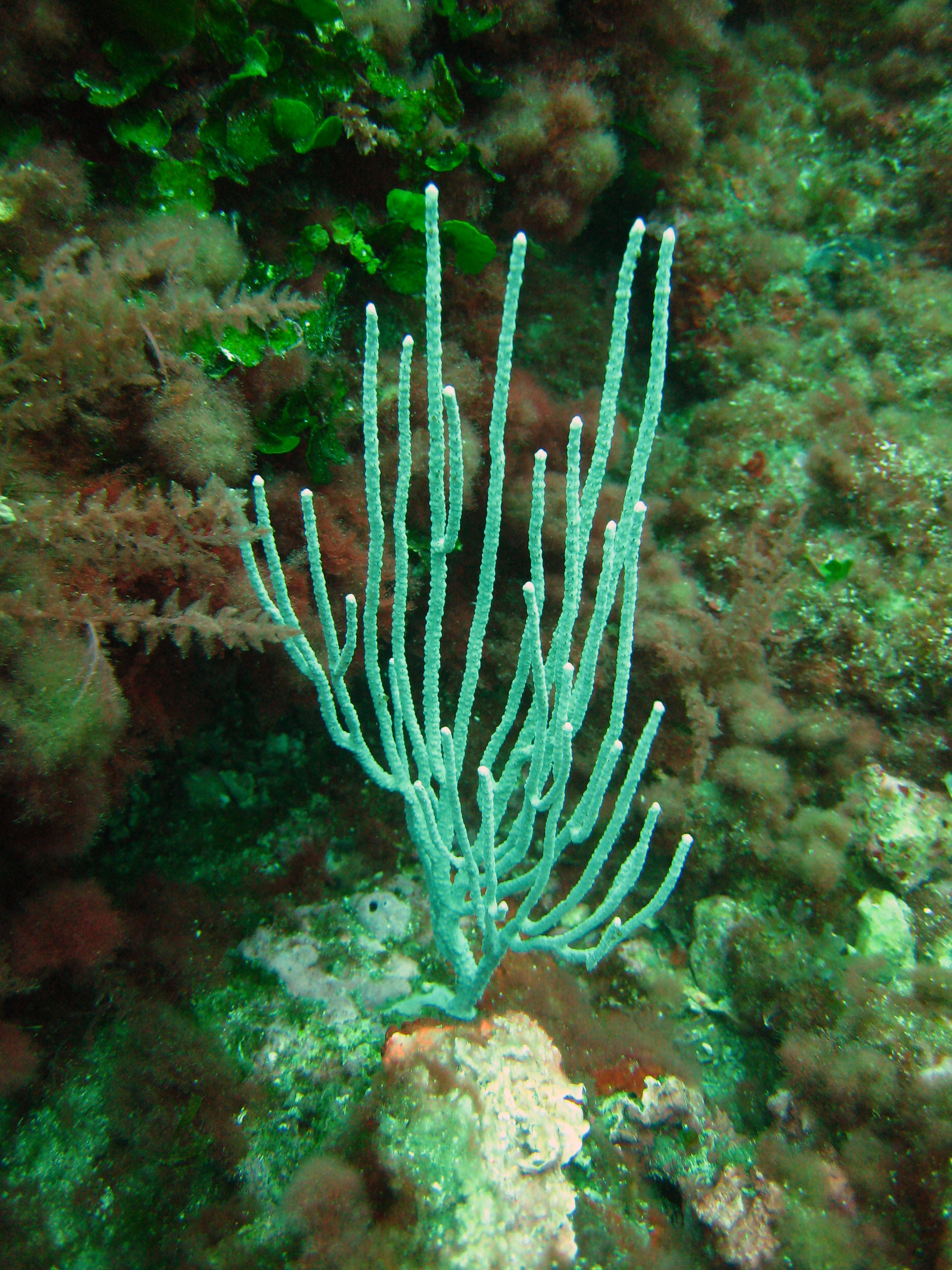
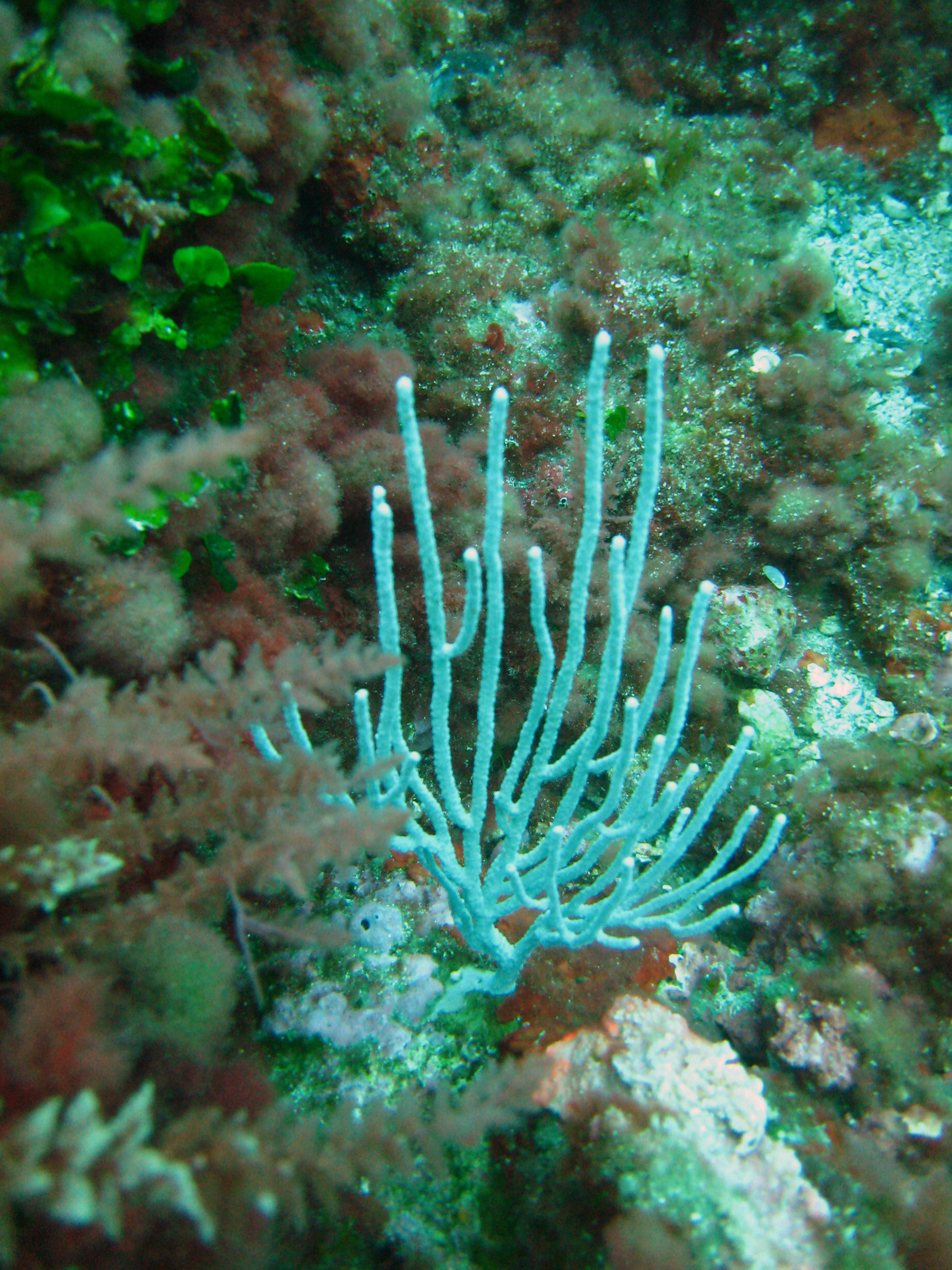
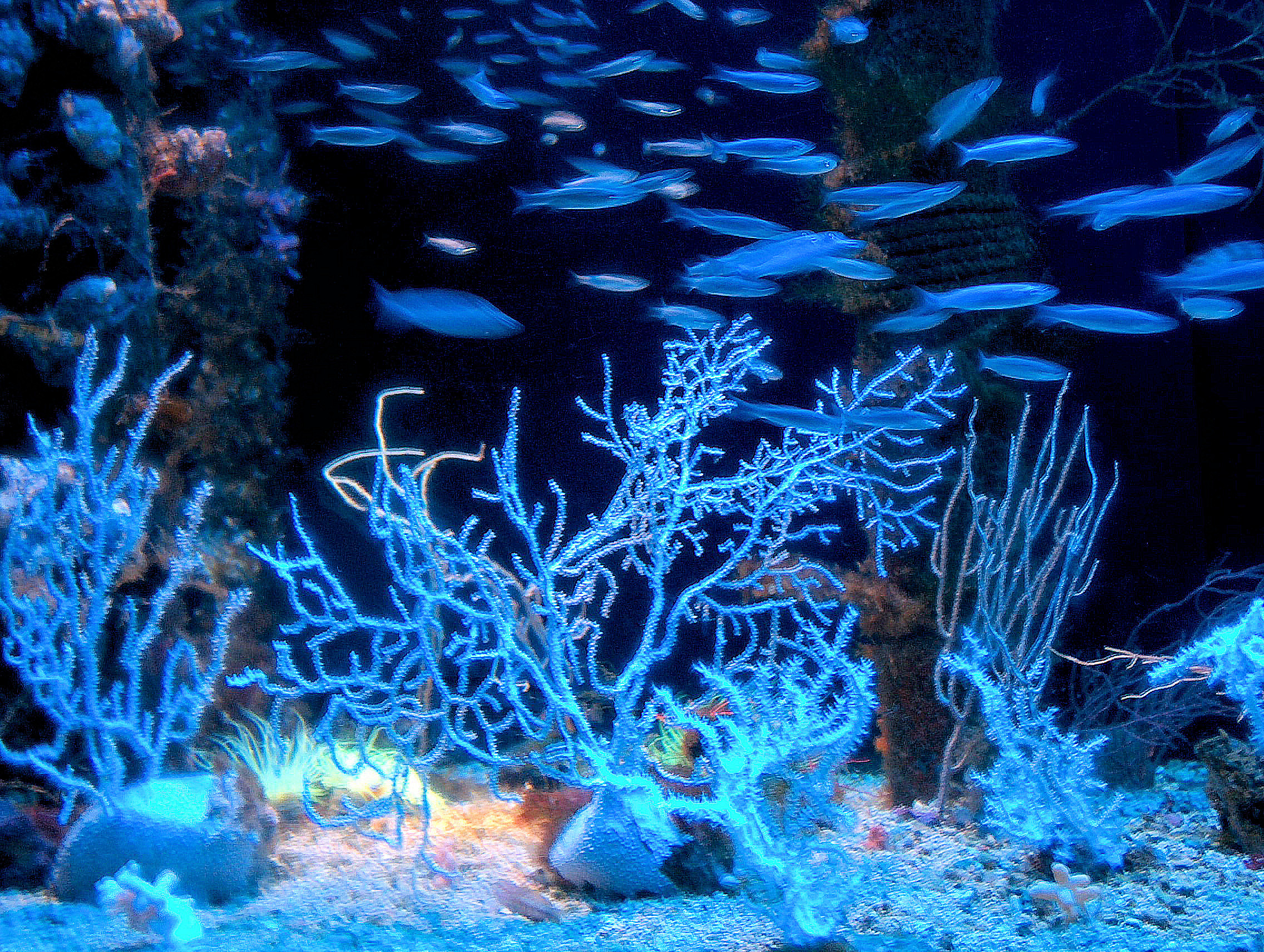
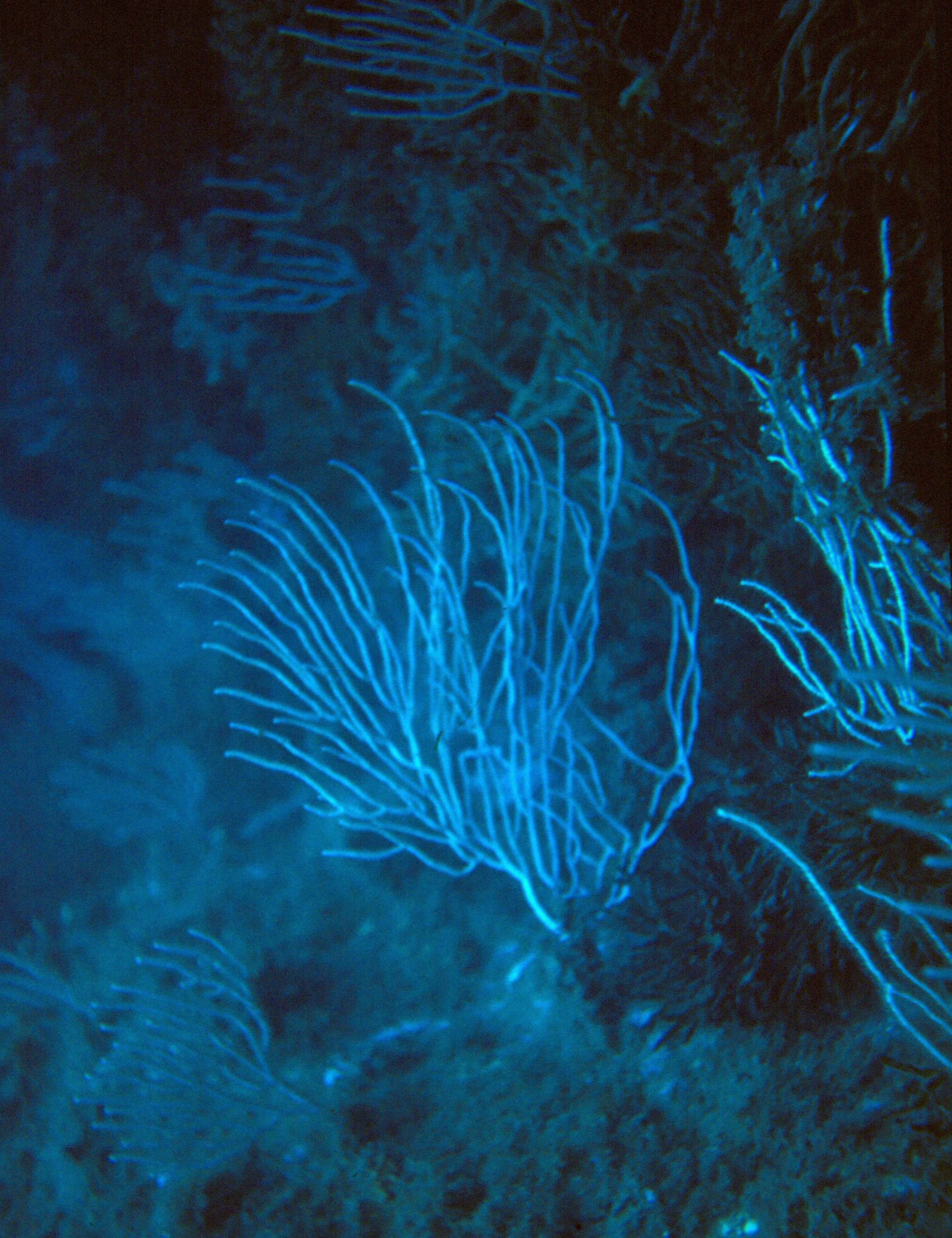
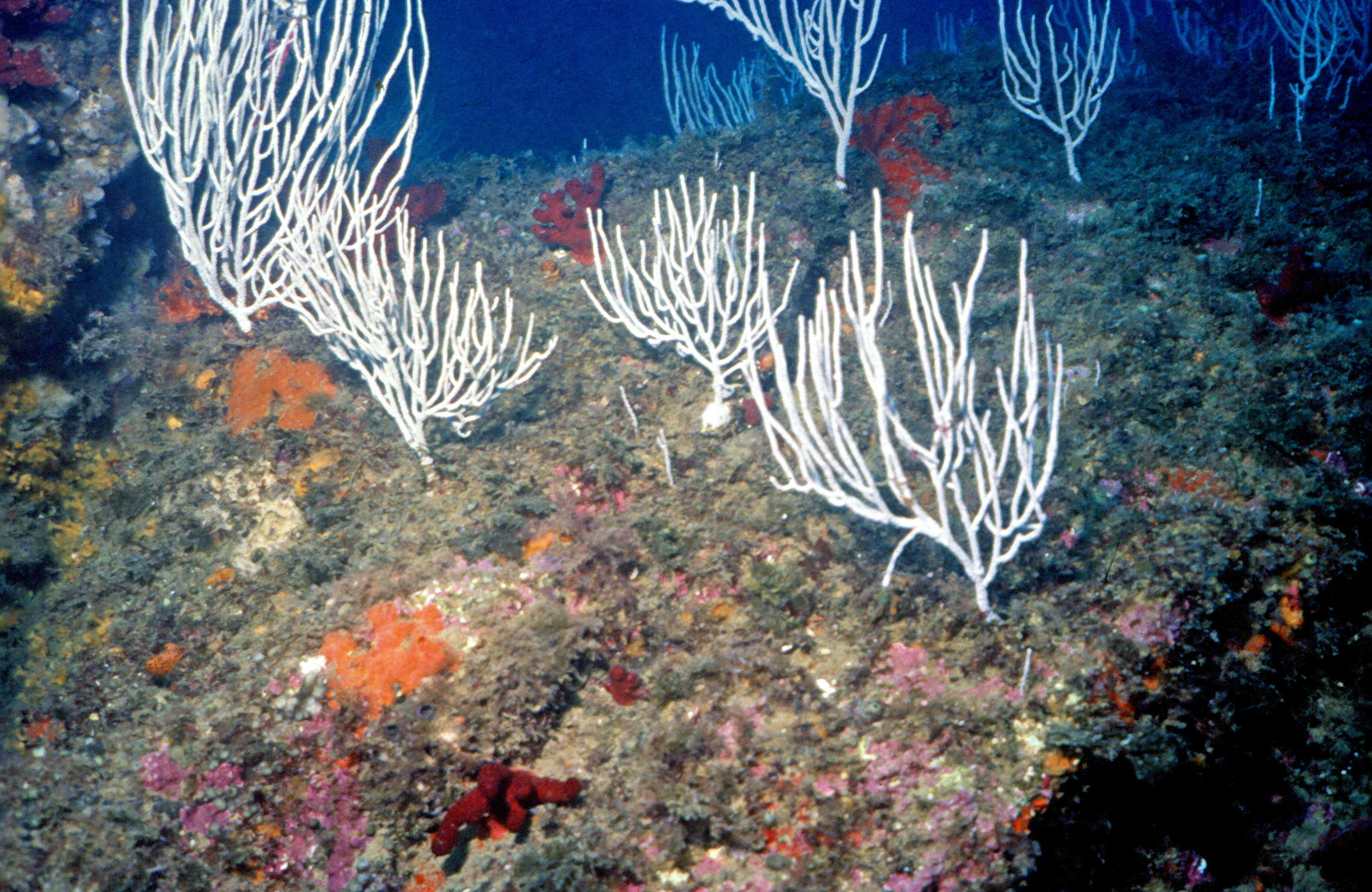